# Paolo Aresi
Paolo Aresi (Bergamo, 11 giugno 1958) è un autore di fantascienza e giornalista italiano.

## Biografia
Giornalista professionista, laureato in Lettere alla Statale di Milano, fino al 2016 è stato inviato presso il quotidiano L'Eco di Bergamo. Cominciò a scrivere racconti nel 1978. Il suo primo romanzo è stato pubblicato dall'Editrice Nord nel 1987: Oberon, l'avamposto fra i ghiacci. 
Con il romanzo Oltre il pianeta del vento (anche noto come La scala infinita) è stato vincitore del Premio Urania 2004; per la collana Urania di Mondadori ha pubblicato anche Korolev (2011), romanzo che ha avuto un seguito, Korolev, la luce di Eris, pubblicato da Delos Digital, 2019 e una conclusione nel 2021 con La stella rossa di Korolev. Accanto ai romanzi di fantascienza si pongono anche opere di narrativa realistica come Ho pedalato fino alle stelle edito da Mursia, Bergamo dell'altro ieri e La vita a pedali pubblicati da Bolis edizioni. Nella produzione dell'autore anche alcuni libri sulle montagne e sul territorio bergamasco e la storia dei quotidiani laici di Bergamo, dall'Ottocento a fine Novecento: Carta Canta, edito da Lubrina. Come giornalista, ha ideato la rivista Orobie, nel 1990, realizzata grazie all'editore Cesare Ferrari di Clusone, con l'apporto decisivo del fotografo Tito Terzi. Per il teatro ha scritto alcune opere, tra le altre Gimondi, una vita a pedali (tratto dal suo romanzo) e Il processo di Alessandro. Analizzando i suoi testi emergono gli interessi e le passioni che li hanno determinati, a partire dall'astronomia e cosmologia e dall'astronautica, per passare al ciclismo, alla geografia e alla cultura, non solo letteraria. 

## Opere

### Romanzi
- Oberon, l'avamposto tra i ghiacci, Nord, Milano, 1987; Delos Digital 2018
- Toshi si sveglia nel cuore della notte, Granata Press, Bologna, 1995
- Il giorno della sfida, Nord, Milano, 1998; Delos Digital 2018
- Oltre il pianeta del vento (anche noto come La scala infinita), Urania n° 1492, Mondadori, Milano, 2004; Delos Digital 2016. Vincitore del Premio Urania 2004.
- Ho pedalato fino alle stelle, Mursia, Milano, 2008. ISBN 978-88-425-4085-4
- L'amore al tempo dei treni perduti, Mursia, Milano, 2010. ISBN 978-88-425-4398-5
- Korolev, Urania n° 1569, Mondadori, Milano, 2011; Delos Digital 2019
- La vita a pedali, Bolis,  Bergamo,  2014
- Korolev la luce di Eris, Delos Digital, Milano, 2019
- Bergamo dell'altro ieri, Bolis, Bergamo, 2019
- La stella rossa di Korolev, Delos Digital, Milano, 2021
- Lunga notte al tempio, Mondolibri, Milano, 2023

### Raccolte
- I famosi Ignoti, Bolis edizioni, 2013
- Il villaggio di Marte, Delos Digital, 2013 e 2018
- Bicentenario, Delos Digital, 2020

### Saggi
- Il Sentiero delle Orobie, (con Enzo Valenti), Roberto Gualdi editore, Bergamo 1992
- I Sentieri delle Erbe (con Enzo Valenti), Roberto Gualdi editore, 1993
- I Sentieri dei laghi alpini delle Orobie (con Enzo Valenti), Roberto Gualdi editore, 1994
- I 50 rifugi delle Orobie (con Enzo Valenti), Roberto Gualdi editore, 1995
- Carta Canta, Lubrina Editore, Bergamo, 1996
- Il Secolo di Spada, Sesaab editrice, Bergamo, 2005
- Sull'antica Via Priula, una guida romantica, Bolis edizioni, Bergamo, 2021